# Armond
Armond est une communauté canadienne située dans le comté de Carleton dans la province du Nouveau-Brunswick.